# Chess Records
Chess Records war ein US-amerikanisches Independent-Label in Chicago, Illinois, das trendsetzend für die Entwicklung des Rhythm and Blues, des Blues und des Rock ’n’ Roll war.

## Geschichte
Die jüdischen Brüder Leonard Chess und Phil Chess kauften sich 1947 bei Aristocrat Records ein und wurden 1950 die alleinigen Eigentümer. Sie benannten die Firma in Chess Records um. Das Label war gemeinsam mit anderen unabhängigen Plattenfirmen wie zum Beispiel Atlantic Records, Aladdin Records und Specialty Records sehr erfolgreich, da sie dem Publikum die Platten anboten, die die Major-Labels nicht aufnehmen konnten oder wollten. 1952 wurde das Sublabel Checker Records gegründet, auf dem hauptsächlich Gospel- und Blues-Musik veröffentlicht wurde. 1955 kam mit Argo Records ein Jazz-Label dazu, das 1965 in Cadet Records umbenannt wurde, da ein Label gleichen Namens in Großbritannien existierte. Chess Records gilt als eines der bedeutendsten Labels für Blues-Aufnahmen. Die meisten Aufnahmen entstanden in Bill Putnams Tonstudios der Universal Recording Corporation in Chicago, bis im Mai 1957 die firmeneigenen Tonstudios gegründet wurden, in denen 1965 auch die Band The Rolling Stones aufnahm.

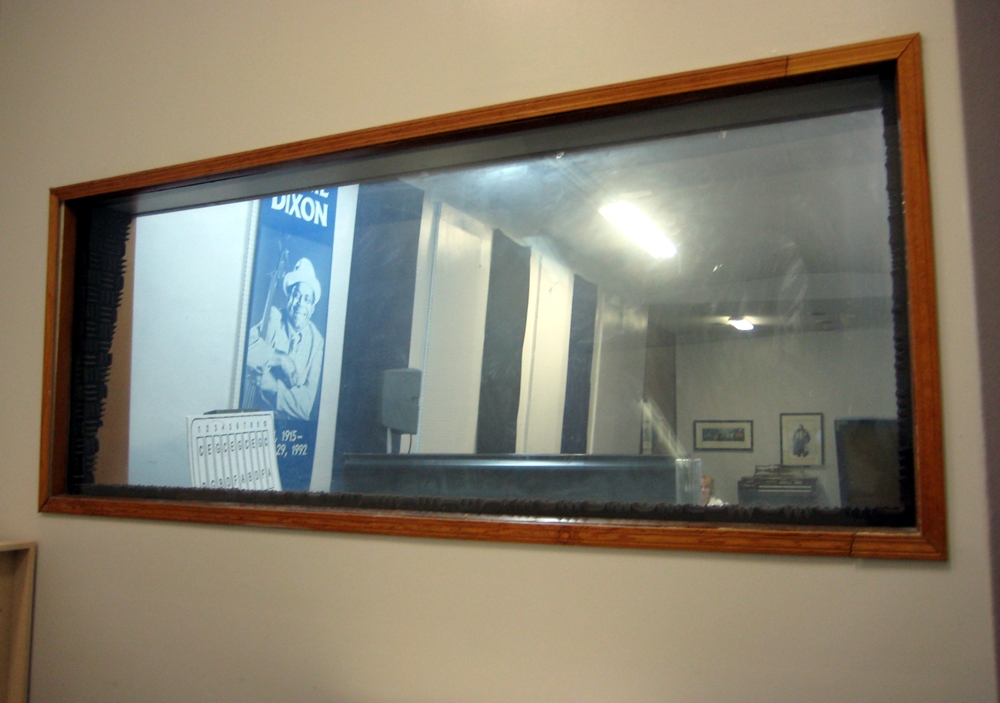
Chess-Studio in Chicago

Viele große Namen des Blues wie Muddy Waters, Willie Dixon und Howlin’ Wolf sind untrennbar mit Chess verbunden. Willie Dixon spielte bei vielen Chess-Aufnahmen Bass und schrieb sowie produzierte unzählige Hits für das Label, darunter  My Babe  für Little Walter, Seventh Son für Willie Mabon und (I’m your) Hoochie Coochie Man für Muddy Waters. Auch Chuck Berry veröffentlichte einen Großteil seines Werks auf Chess. Ein Kritiker meinte, dass ohne Chess Records die heutige Musik einen anderen Sound hätte.
Im Jahr 1969 verkauften die Chess-Brüder ihre Firma für 6,5 Millionen Dollar an General Recorded Tape. Leonard Chess starb im gleichen Jahr. Im August 1975 wurden die noch bestehenden Überreste von Chess ebenfalls an General Recorded Tape verkauft. MCA Records erwarb die Chess Master Tapes. Mittlerweile liegen die Rechte an den Aufnahmen bei Universal Music, das die Aufnahmen über das Label Geffen Records publiziert. 1997 veröffentlichte MCA Records zur Feier des 50-jährigen Jubiläums eine Serie von CDs unter dem Titel Chess – The Legendary Masters Series, die Neuauflagen von Titeln aus dem Katalog von Chess Records enthalten. Dafür wurde Andy McKaie als „Producer/Compiler of the Year (Historical Recordings)“ mit dem Living Blues Award ausgezeichnet.
Chess Records ist vor allem bekannt für seine Blues-, Rock-’n’-Roll- und R&B-Aufnahmen. Zu den Künstlern, die für Chess Records arbeiteten, gehörten unter anderem Willie Dixon, Muddy Waters, Howlin’ Wolf, Sonny Boy Williamson II., Gene Ammons, Jimmy Rogers, Chuck Berry, Bo Diddley, Little Walter, The Moonglows, Etta James, Minnie Riperton, Bobby Charles und viele mehr. In der Promotion-Abteilung arbeitete in den 1960er-Jahren Dick LaPalm.
Angeblich verdanken die Rolling Stones ihr Entstehen einer Schallplatte von Chess Records. Keith Richards soll Mick Jagger am Bahnhof in Dartford getroffen haben. Er sah, dass Jagger die Chess-LP The Best of Muddy Waters bei sich hatte und wollte wissen, wo er sie gekauft hatte. Als gesichert gilt, dass der Name Rolling Stones von einem auf Chess veröffentlichten Stück von Muddy Waters abgeleitet ist.

## Künstler auf der Label-Familie von Chess Records

### Chess Records
- Patsy Abbott
- The Baroques
- Chuck Berry
- Eddie Bo
- Ben Branch
- Big Bill Broonzy
- Charlie Chalmers
- Barbara Carr
- Bobby Charles
- Wayne Cochran
- Mitty Collier
- Dave Cortez
- The Dells
- Bo Diddley
- Willie Dixon
- The Flamingos
- Lowell Fulson
- Jo Ann Garrett
- Buddy Guy
- Dale Hawkins
- Clarence „Frogman“ Henry
- John Lee Hooker
- Etta James
- Albert King
- Herb Lance
- Moms Mabley
- Willie Mabon
- Pigmeat Markham
- Jimmy McCracklin
- J. B. Lenoir
- Memphis Slim
- The Moonglows
- Jimmy Rogers
- Jackie Ross
- Otis Rush
- Billy Stewart
- Koko Taylor
- Clay Tyson
- Little Walter
- Washboard Sam
- Johnny Guitar Watson
- Muddy Waters
- Slappy White
- Sonny Boy Williamson II.
- Howlin’ Wolf
- Zeet Band

### Argo
- Lorez Alexandria
- Gene Ammons
- Lou Donaldson
- Ahmad Jamal
- Yusef Lateef
- Ramsey Lewis
- James Moody
- Sonny Stitt

### Cadet
- Bama the Village Poet
- Bobby Bryant
- Solomon Burke
- Kenny Burrell
- Terry Callier
- Power & Light
- Jack McDuff
- Lou Donaldson
- James Moody
- Johnny Nash
- Jimmy Ponder
- Daniel Salinas
- Shirley Scott
- Billy Stewart
- Soulful Strings
- Status Quo
- Rotary Connection
- Kim Tolliver
- Dave Van Ronk
- Reuben Wilson

### Checker
- Steve Alaimo
- Gene Barge
- Alex Bradford
- Fontella Bass
- Bells of Joy
- Sammy Bryant
- Cleveland Golden Echos
- Christland Singers
- Five Blind Boys of Mississippi
- Gene Chandler
- Sugar Pie DeSanto
- Stan Farlow
- Aretha Franklin
- Clarence LaVaughn Franklin
- Inspirational Singers
- Jordan Singers
- Little Milton
- Bobby Moore
- Morning Stars of Savannah Georgia
- Norfleet Brothers
- Oak Ridge Quartet
- Jimmy Reeves Jr.
- Salem Travelers
- Ray Scott
- Harold Smith Majestic Singers
- Tab Smith
- Soul Stirrers
- Joe Tex
- Tommy Tucker
- Gene Viale
- Violinaires
- Willing Four